# Greenwood (Dél-Karolina)
Greenwood város az USA Dél-Karolina államában. Lakosainak száma 22 545 fő (2020. április 1.).

## Népesség
A település népességének változása:
| Lakosok száma | 22 071 | 23 222 | 22 545 |
|               | 2000   | 2010   | 2020   |